# Rissoellidae
Rissoellidae zijn een familie van weekdieren uit de klasse van de Gastropoda (slakken).

## Taxonomie
De volgende geslachten zijn bij de familie ingedeeld:
- Cythnia Carpenter, 1864
- Rissoella Gray, 1847[1]
  - = Heterorissoa Iredale, 1912
  - = Jeffreysia Alder [in Forbes & Hanley], 1850
  - = Jeffreysiella Thiele, 1912
  - = Jeffreysina Thiele, 1925
  - = Jeffreysiopsis Thiele, 1912
  - = Zelaxitas Finlay, 1926